# Alin Nica
Alin Adrian Nica (n. 13 martie 1981, Timișoara, România) este un politician român, membru al Partidului Național Liberal (PNL), președintele Consiliului Județean Timiș (2020 – prezent) și fost primar al comunei Dudeștii Noi, județul Timiș (2004 – 2020).
În 2004, a fost ales primar al comunei Dudeștii Noi, județul Timiș, devenind cel mai tânăr primar din România, la doar 23 de ani. A fost reales primar al comunei pentru încă trei mandate consecutive, în 2008, 2012, și 2016.
La Alegerile locale din 27 septembrie 2020, Alin Nica a fost ales Președintele Consiliului Județean Timiș, cu 40,25% din voturi.

## Activitatea politică
Alin Nica a fost membru al Partidului Național Liberal din anul 2004 și președinte al filialei Timiș între anii 2020 si 2024.
În anul 2024 a trecut la Partidul Forța Dreptei, condus de Ludovic Orban.

### Președinte al Consiliului Județean Timiș
Alin Nica a fost candidatul PNL pentru Președinția Consiliului Județean Timiș la Alegerile locale din septembrie 2020, pe care le-a câștigat cu 40,25% din voturi.
Programul de guvernare locală propus, „Timișul la nivel european”, cuprinde opt obiective-cheie:
- Creșterea calității vieții pentru timișeni;
- Asigurarea prosperității și creșterii economice durabile;
- Asigurarea bunăstării durabile pentru mediul rural;
- Dezvoltarea infrastructurii în slujba cetățeanului și economiei;
- Atragerea de fonduri europene;
- Susținerea dialogului social și implementarea e-Timiș;
- Stimularea dialogului interinstituțional pentru Timiș;
- Protecția mediului și respectarea Pactului Ecologic European.

### Primar al comunei Dudeștii Noi, Timiș
La 23 de ani, Alin Nica a fost ales primar al comunei Dudeștii Noi în 2004, devenind cel mai tânăr primar din România la acel moment.  A ocupat această funcție pentru patru mandate consecutive, din 2004 până în 2020.
În 2007, odată cu aderarea României la Uniunea Europeană, Dudeștii Noi a fost prima comună din țară care a accesat fonduri europene pentru dezvoltare locală. Împreună cu echipa sa, a reușit să atragă în comună peste 28 milioane de euro din fonduri nerambursabile pentru aproximativ 50 de proiecte de dezvoltare.
Printre cele mai importante obiective realizate în perioada mandatului său de primar se numără: informatizarea Primăriei, extinderea rețelei de apă și canalizare pentru toți locuitorii comunei, extinderea infrastructurii rutiere, atragerea investitorilor privați și crearea de locuri de muncă.

## Experiență profesională
Alin Nica a fost unul dintre membrii fondatori ai Filialei Județene Timiș a Asociației Comunelor din România, cât și președintele acesteia în perioada 2004-2009. A fost ales vicepreședintele Filialei pentru perioada 2009 – 2013, iar din 2013 prim-vicepreședinte.  De asemenea, a fost vicepreședintele Asociației Comunelor din România între anii 2005-2009.
Din anul 2005, este reprezentantul României în Comitetul European al Regiunilor (CoR) de la Bruxelles, unde a fost primul român care a deținut președinția Comisiei pentru Educație, Tineret, Cultură și Cercetare (EDUC) pentru doi ani (2010 – 2012). Din 2017, este prim-vicepreședinte al Comisiei pentru Politica Socială, Educație, Ocuparea forței de muncă, Cercetare și Cultură (SEDEC) din cadrul CoR.
În cadrul Comitetului, a fost raportor al Pachetului privind Extinderea Uniunii Europene (2008), al raportului „Implementation of the European Neighborhood Policy and in particular the Eastern Partnership Initiative: Modernization, Reforms and Administrative Capacity of Local and Regional Authorities of the Republic of Moldova” (2010) și al raportului privind rețelele transeuropene de telecomunicații (2011).
De asemenea, este membru al juriului care desemnează Capitala Europeană a Tineretului (2010-2012; 2018-prezent), cât și membru al comisiei care desemnează și monitorizează Capitalele Europene ale Culturii (2019-prezent).
Pe lângă activitatea politică și cea la nivel european, Alin Nica a participat în 2009 la selecția națională pentru Concursul Muzical Eurovision, unde s-a clasat pe locul opt. După participarea la Eurovision, a lansat două videoclipuri și a realizat turnee prin țară.

## Educație și formare
Alin Nica a terminat studiile pre-universitare la Liceul „Grigore Moisil” din Timișoara în anul 1999.  A urmat Facultatea de Automatică și Calculatoare din cadrul Universității Politehnica din Timișoara (1999-2004), cât și Școala de Arte din Timișoara (1999-2003).
În perioada 2009-2014 a urmat o serie de cursuri pentru formare profesională în administrație publică.